# Мало Лешче
Мало Лешче (словен. Malo Lešče) је насељено место у општини Метлика, регија Југоисточна Словенија, Словенија.

## Историја
До територијалне реорганизације у Словенији било је у саставу старе општине Метлика.

## Становништво
У попису становништва из 2011. године, Мало Лешче је имало 37 становника.
| Број становника према пописима | Број становника према пописима | Број становника према пописима |
| ------------------------------ | ------------------------------ | ------------------------------ |
| 1991                           | 2002                           | 2011                           |
| 20                             | 34                             | 37                             |